# Naturbahnrodel-Junioreneuropameisterschaft 2007
Die 29. FIL-Naturbahnrodel-Junioreneuropameisterschaft fand vom 23. bis 25. Februar 2007 in St. Sebastian in Österreich statt.

## Einsitzer Herren
| Platz | Name                | Zeit        |
| ----- | ------------------- | ----------- |
| 01    | Patrick Pigneter    | 2:23,51 min |
| 02    | Florian Clara       | + 2,11 s    |
| 03    | Dominik Wagner      | + 2,12 s    |
| 04    | Hannes Clara        | + 2,27 s    |
| 05    | Thomas Kammerlander | + 2,40 s    |
| 06    | Christian Schwarz   | + 2,57 s    |
| 07    | Robert Stadler      | + 3,35 s    |
| 08    | Michael Scheikl     | + 3,55 s    |
| 09    | Thomas Schopf       | + 3,84 s    |
| 10    | Philipp Antholzer   | + 4,57 s    |

29 der 30 gemeldeten Rodler starteten, 27 erreichten das Ziel.

## Einsitzer Damen
| Platz | Name                   | Zeit        |
| ----- | ---------------------- | ----------- |
| 01    | Melanie Batkowski      | 2:26,28 min |
| 02    | Tamara Schwarz         | + 1,99 s    |
| 03    | Kinga Gawlas           | + 2,22 s    |
| 04    | Marisa Clara           | + 2,26 s    |
| 05    | Nina Bučinel           | + 3,26 s    |
| 06    | Katrin Mladek          | + 4,48 s    |
| 07    | Melanie Schwarz        | + 5,41 s    |
| 08    | Astrid Vetter          | + 6,28 s    |
| 09    | Christina Götschl      | + 6,46 s    |
| 10    | Ljudmila Astramowitsch | + 6,98 s    |

Von 19 gemeldeten und gestarteten Rodlerinnen erreichten 18 das Ziel.

## Doppelsitzer
| Platz | Name                                       | Zeit        |
| ----- | ------------------------------------------ | ----------- |
| 01    | Patrick Pigneter – Florian Clara           | 1:39,22 min |
| 02    | Thomas Weiss – Andreas Leiter              | + 02,75 s   |
| 03    | Michael Kalchschmid – Simon Kalchschmid    | + 04,24 s   |
| 04    | Stanislaw Kowschik – Iwan Rodin            | + 04,37 s   |
| 05    | Christian Schopf – Thomas Schopf           | + 04,78 s   |
| 06    | Rupert Brüggler – Anja Brüggler            | + 09,61 s   |
| 07    | Sławomir Jędrzejko – Mateusz Kobielus      | + 09,83 s   |
| 08    | Konstantin Larionow – Jewgeni Issatschenko | + 10,18 s   |
| 09    | Witalij Sacharow – Ihor Senjuk             | + 12,08 s   |
| 10    | Galabin Bozew – Stefan Rajkow              | + 12,32 s   |

Alle elf gestarteten Doppelsitzerpaare kamen in die Wertung.

## Medaillenspiegel
| Platz | Land       | Gold | Silber | Bronze | Gesamt |
| ----- | ---------- | ---- | ------ | ------ | ------ |
| 1.    | Italien    | 2    | 3      | —      | 5      |
| 2.    | Österreich | 1    | —      | 2      | 3      |
| 3.    | Polen      | —    | —      | 1      | 1      |